# 枝狀微皮傘
枝狀微皮傘（學名：Marasmiellus dendroegrus Sing），分布於台灣，中國與歐洲地區，屬微皮傘屬，色通常為淡黃褐色。另外，該種野菇也是上述地區常見木棲腐生菇類之一種，生長於該地區四季的中海拔林區，數周生，肉質堅韌，不建議食用。